# Severino Cavalcanti
Severino José Cavalcanti Ferreira GCRB • GOMM (João Alfredo, 18 de dezembro de 1930 — Recife, 15 de julho de 2020), também conhecido como Seu Zito, foi um político brasileiro filiado ao Progressistas (PP). Oriundo de uma família de pequenos agricultores, foi deputado estadual por sete legislaturas e federal em três, além de prefeito de João Alfredo, no agreste pernambucano, por dois mandatos.

## Biografia
Filho de João Vicente Ferreira e Maria Amélia Cavalcanti Ferreira. O primeiro partido a que Severino pertenceu foi a União Democrática Nacional (UDN). Pela UDN, foi prefeito de seu município natal em 1964, deputado estadual em Pernambuco de 1967 a 1995 e federal de 1995 a 21 de setembro de 2005 quando renunciou ao mandato que ocupava para escapar de um processo de cassação.
Em fevereiro de 2005, então deputado federal, concorreu à presidência da Câmara dos Deputados, embora se acreditasse que o candidato oficial do governo Lula, Luiz Eduardo Greenhalgh, seria o vencedor. Analistas políticos acreditam que a crise interna pela qual o governo passava levou à vitória de Severino Cavalcanti, cuja candidatura era considerada menos expressiva. Mesmo assim, foi duplamente condecorado pelo presidente Luiz Inácio Lula da Silva: em março com uma promoção ao grau de Grande-Oficial da Ordem do Mérito Militar — à qual havia sido admitido em 2000 pelo presidente Fernando Henrique Cardoso no grau de Comendador especial — e em agosto com a admissão à Ordem de Rio Branco já em seu último grau, a Grã-Cruz suplementar.
Era conhecido por suas posições conservadoras sobre diversos assuntos, as quais teria desagradado setores radicais que o consideram "anacrônico": foi contrário à prática do aborto, à união civil entre duas pessoas de mesmo sexo e à Parada do Orgulho LGBT. Colocou-se em várias ocasiões como o representante dos católicos no Congresso. Também defendeu o aumento nos salários dos parlamentares nas várias legislaturas que participou.
Já foi segundo vice-presidente e primeiro-secretário da Câmara dos Deputados e ocupou a corregedoria da Câmara por duas vezes. Entre os seus projetos de sua autoria, estavam o que acabava com a imunidade parlamentar para crimes comuns e o que institui o salário "mãe-crecheira", destinado a mulheres carentes com filhos menores de seis anos.

## Controvérsias
Dois procuradores da República no Distrito Federal pediram ao Tribunal de Contas da União (TCU) que Severino Cavalcanti fosse investigado por uma suposta prática de nepotismo, haja vista ter empregado diversos parentes em seu gabinete quando era o presidente da Câmara dos Deputados.
Em 5 de setembro de 2005, viajou à cidade de Nova Iorque para participar de uma conferência na sede da Organização das Nações Unidas (ONU). A viagem coincidiu com as denúncias do mensalinho, um esquema de pagamento de propina em que Severino Cavalcanti estaria envolvido – daí a suposição de que ele estaria aproveitando a própria viagem para esquivar-se das acusações. De fato, foi mostrada em rede nacional uma cópia ampliada do cheque compensado, utilizado para pagar-lhe o mensalinho. Em 21 de setembro, renunciou a seu mandato de deputado federal em decorrência das denúncias. Sebastião Buani, o dono de um restaurante da Câmara, acusou Severino de cobrar-lhe a mensalidade de 10 mil reais sob a ameaça de fechar o restaurante dele.
Com a sua renúncia, a presidência da Câmara é assumida provisoriamente pelo então vice-presidente, José Thomaz Nonô. Aldo Rebelo foi eleito o presidente da câmara em 28 de setembro.
Em 2006, tentou eleger-se novamente deputado federal por Pernambuco, mas não obteve os votos necessários.
Em 2008, voltou a se eleger, ganhando novamente como prefeito da cidade de João Alfredo. Em agosto de 2012, teve sua candidatura a reeleição impugnada pelo juiz eleitoral da cidade, que tomou a decisão com base na Lei da Ficha Limpa, em consequência à sua renúncia ao mandato de deputado federal em 2005. Decide, então, lançar sua vice (Anna Mendes do PSDB) à sucessão. Ela é derrotada por Maria Sebastiana (PTB) que fica com 60,72% dos votos contra 39,28% da candidata governista.

## Morte
Morreu na madrugada de 15 de julho de 2020 em Recife, aos 89 anos.